# Écaussinnes
Écaussinnes är en kommun i Belgien.   Den ligger i provinsen Hainaut och regionen Vallonien, i den centrala delen av landet, 40 km söder om huvudstaden Bryssel. Antalet invånare är 10 612. Écaussinnes gränsar till Braine-le-Comte.
Trakten runt Écaussinnes består till största delen av jordbruksmark. Runt Écaussinnes är det ganska tätbefolkat, med 166 invånare per kvadratkilometer.